# Jürgen Leinemann
Jürgen Leinemann (* 10. Mai 1937 in Celle; † 9. November 2013 in Berlin) war ein deutscher Journalist, politischer Korrespondent und Buchautor.

## Leben
Leinemann wuchs in Burgdorf (Niedersachsen) auf, besuchte das Gymnasium in Lehrte und studierte anschließend Geschichte, Germanistik und Philosophie in Marburg und Göttingen. Er begann seine journalistische Laufbahn als Volontär und Redakteur bei der dpa, für die er in Berlin, Hamburg und Washington war. Seit 1971 arbeitete er für das Magazin Der Spiegel;  er war Reporter und Büroleiter in Washington und Bonn, zog 1990 nach dem Fall der Mauer nach Berlin und leitete dort bis 2001 das Ressort Deutsche Politik. Er war seit 1997 Mitglied des PEN-Zentrums Deutschland. Seit 2002 war er Spiegel-Autor im Berliner Büro.

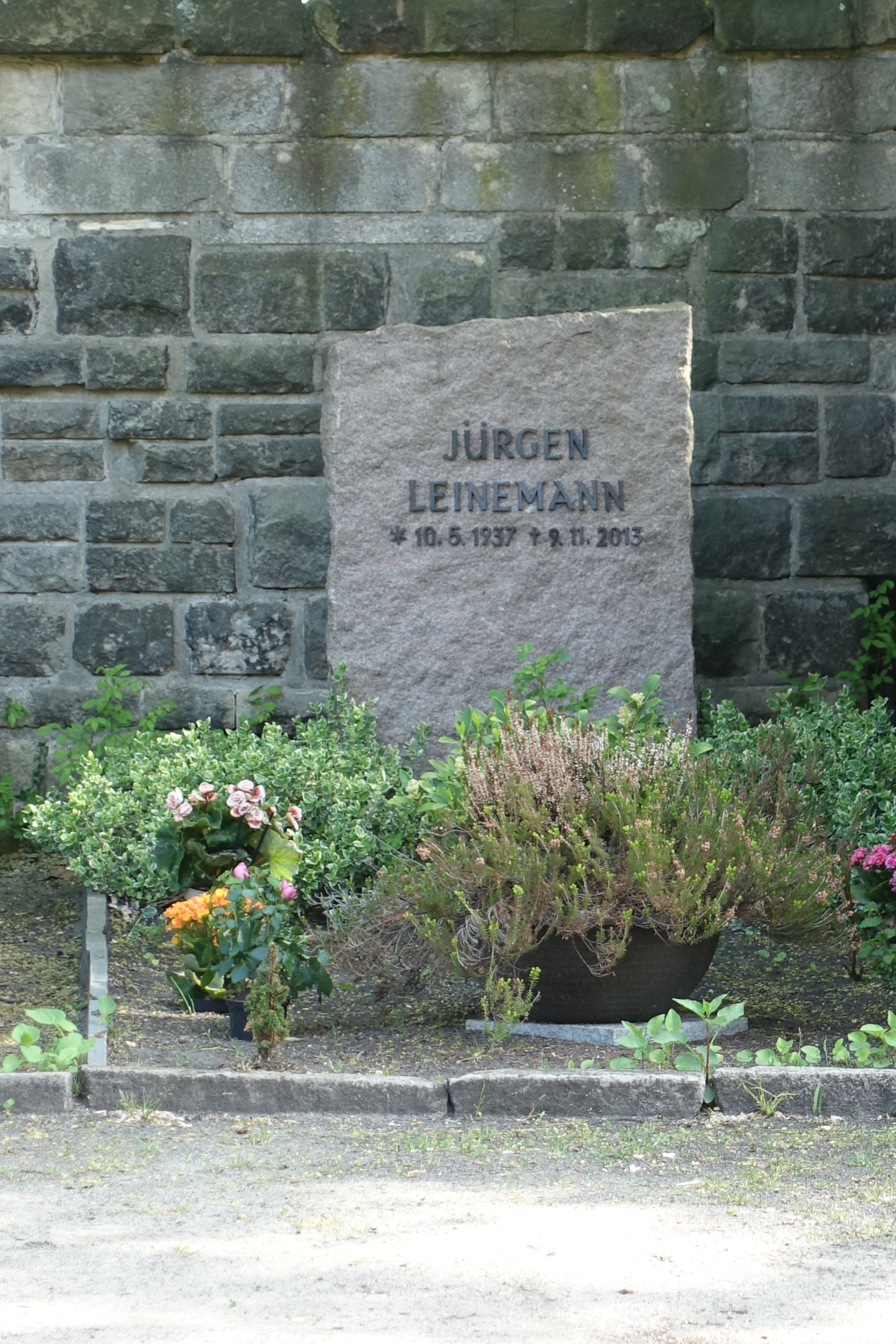
Grabstein

In den siebziger Jahren hatte er als Folge von Rivalitäts- und Erfolgsdruck gegen Alkoholprobleme und depressive Stimmungen zu kämpfen; 1974 erlitt er „einen physischen und psychischen Zusammenbruch; eine Therapie in einer psychosomatischen Klinik brachte die Wende. Ein Einschnitt, den Leinemann selbst als Beginn eines neuen Lebens bezeichnet hat“.
Leinemann hat zahlreiche Artikel und eine Reihe von Büchern veröffentlicht, in denen er sich im Wesentlichen mit deutscher Politik, aber auch mit Fußball befasst. Er war bekannt für seine Politikerporträts. Sein Buch Höhenrausch thematisiert den Realitätsverlust von Politikern und Journalisten. Für die ARD lieferte er gemeinsam mit Michael Wech das Film-Porträt „Gerhard Schröder – Kanzlerjahre“, das begleitend zur Buchveröffentlichung des Altkanzlers ausgestrahlt wurde.
Kurz nach dem Eintritt in den Ruhestand erkrankte Leinemann im Frühjahr 2007 an einem Zungengrundtumor. Er starb mit 76 Jahren am 9. November 2013 in Berlin.
Sein Grab befindet sich auf dem Friedhof Grunewald.

## Ehrungen (Auswahl)
- 1982: Egon-Erwin-Kisch-Preis
- 2001: Siebenpfeiffer-Preis.
- 2004: Zweiter Platz im Ranking Journalisten des Jahres 2004; Erster Platz: Frank Schirrmacher[9]
- 2009: Henri-Nannen-Preis für das publizistische Lebenswerk.

## Schriften (Auswahl)
- Anonyme Alkoholiker: Selbsthilfe gegen die Sucht. Erschienen unter Pseudonym, 4. Auflage, C.H. Beck 2006, ISBN 978-3-406-54119-3.
- Gerhard Schröder. Fotoreportage. Schwarzkopf und Schwarzkopf, Berlin 1998, ISBN 3-89602-194-X.
- Sepp Herberger. Ein Leben, eine Legende. Heyne, München 2004, ISBN 3-453-87986-4 (EA Berlin 1997).
- Gratwanderungen, Machtkämpfe, Visionen. Deutsche Momente. Picus-Verlag, Wien 1999, ISBN 3-85452-711-X.
- Helmut Kohl. Ein Mann bleibt sich treu. Aufbau, Berlin 2001, ISBN 3-7466-7038-1.
- Helmut Kohl. Die Inszenierung einer Karriere. Aufbau, Berlin 1998, ISBN 3-7466-8520-6.
- Höhenrausch. Die wirklichkeitsleere Welt der Politiker. Heyne, München 2009, ISBN 978-3-453-62009-4 (EA München 2004).
- Das Leben ist der Ernstfall. Hoffmann & Campe, Hamburg 2009; auch: Goldmann 2011, ISBN 978-3-442-15636-8.
  - Das Leben ist der Ernstfall. Hörbuch. Hoffmann & Campe, Hamburg 2009, ISBN 978-3-455-30674-3 (2 CDs, gelesen von Burghart Klaußner).

## Hörspiel & Rundfunk
- 1999: Auf der Kippe – Originaltöne zur Wende 1989/90 (Moderation: Monika Künzel, Rainer Burchardt; Studiogäste: Alexander Osang,  Jürgen Leinemann)